# Escólex

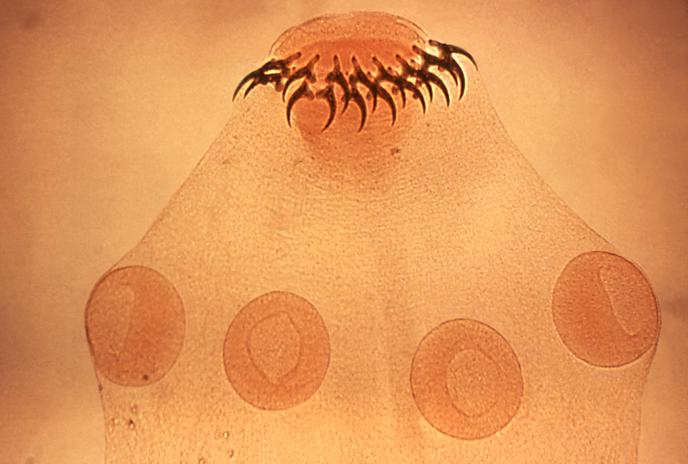
Escólex de Taenia solium com ganchos e ventosas.

O escólex ("cabeça") é a parte anterior de vermes da classe Cestoda responsável pela fixação ao intestino dos hospedeiros. O escólex possui modificações para a fixação dependendo da espécie, como ganchos e ventosas que auxiliam na fixação. Cestodas da ordem Cyclophyllidea podem ser identificados pela presença de quatro ventosas em seus escólices.
Apesar da distinção clara do escólex de vermes chatos (platelmintos) adultos, no contexto da clínica sua observação é difícil, pois estão dentro do hospedeiro, dificultando seu uso para diagnóstico. Sendo assim, a detecção de proglótides ou ovos nas fezes ou na região perianal são modos mais simples de detectar uma infecção por algum Cestoda.
- Na Taenia solium, a escólex é ovóide ou piriforme e de reduzidas dimensões (0,6 mm a 1 mm de diâmetro), com quatro ventosas e dupla coroa de acúleos inseridos em um rostro situado entre as ventosas.
- Na Taenia saginata, que é um pouco maior (1,5 mm a 2 mm de diâmetro), estão presentes as quatro ventosas, faltando-lhe apenas os acúleos.